# Oberheim DMX

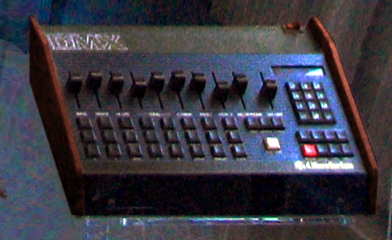
Oberheim DMX

El DMX es una caja de ritmos programable digital fabricada por Oberheim Electronics. Fue lanzada al mercado en 1981 con un precio de lista de 2895 USD y se mantuvo activo como producto para la empresa hasta mediados de la década de 1980.
La Oberheim DMX fue la segunda máquina de percusión programable con sonidos sampleados en ser fabricada comercialmente, luego de la Linn LM-1 Drum Computer lanzada en 1980. Su popularidad entre los músicos de la década de 1980 influyó mucho en los géneros de esos años, como el new wave, synthpop y el hip hop y dancehall.

## Antecedentes

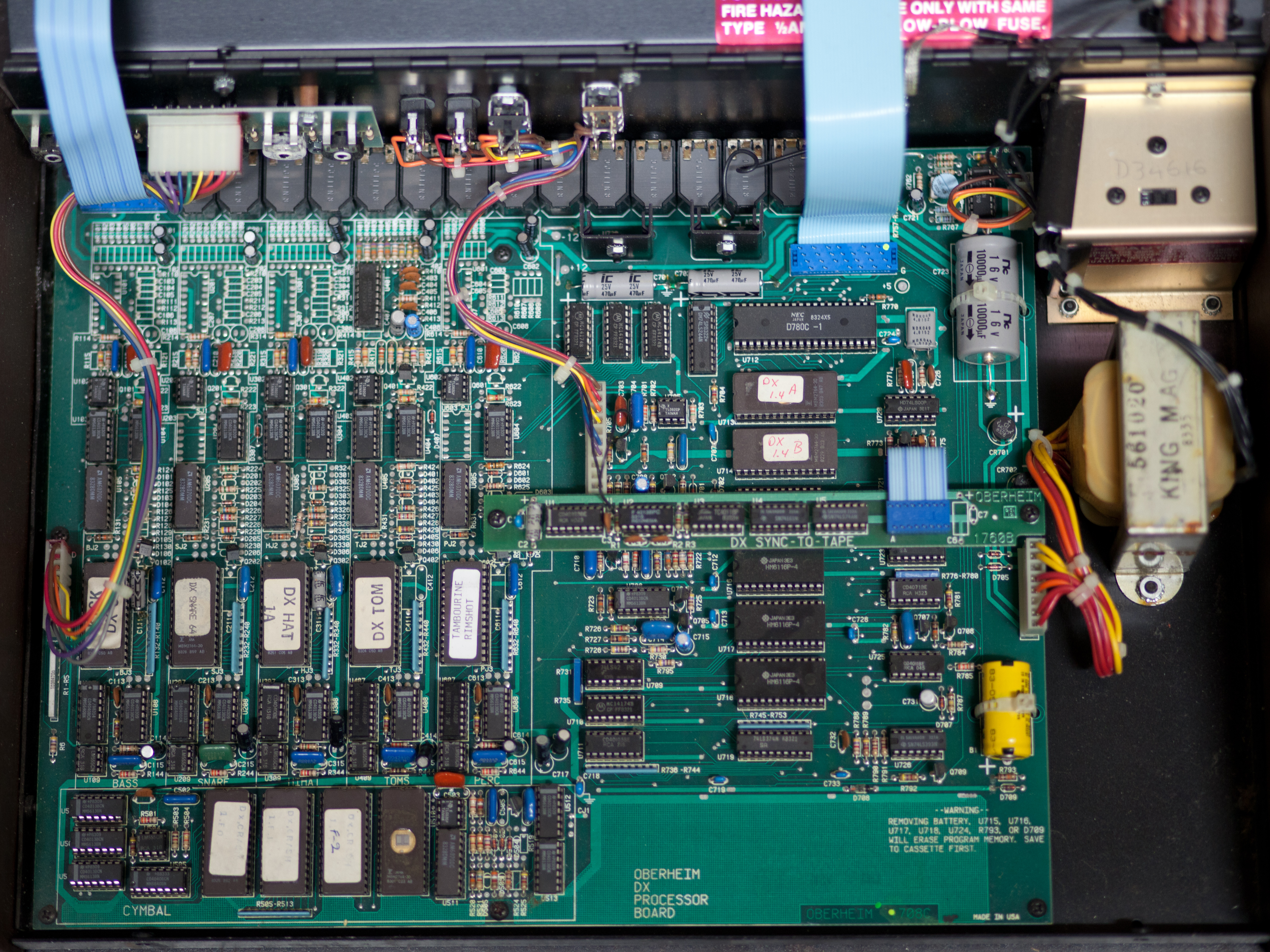
Placa del procesador de la Oberheim DX, mostrando los chips EPROM que contenían los samples

Ante el éxito de la Linn LM-1, muchas empresas empezaron a desarrollar y lanzar al mercado cajas de ritmos, que mejoraran aquel modelo inicial. La DMX generaba samples de sonidos reales de batería contenidas en chip EPROM así como controles de ajuste para cada uno de los sonidos de la batería y una función de swing. Además agregaba varios elementos para humanizar el estilo, como redobles, flams y variaciones de ritmos diseñados según los que realizan los bateristas.
La DMX tenía 24 sonidos individuales de batería y permitía un máximo de una polifonía de 8 voces; una voz por placa. Además tenía ocho salidas separadas para procesamiento individual y permitía unas 100 secuencias y 50 canciones. Una de las características más destacadas de la DMX es que permitía la integración con el sistema de interfaces de propiedad de Oberheim (el Oberheim Parallel Buss), antecedente del MIDI y permitía que los diferentes equipos Oberheim se sincronizaran con la caja (Sistema OBS). Modelos posteriores incluyeron puertos MIDI e interfaces MIDI para la DMX.
Los samples de batería y percusión estaban almacenados en cipos de memoria EPROM ubicados en plaquetas removibles. El formato de datos era un PCM de 8 bits que usaba una compansión de algoritmo Ley μ, que incrementaba la resolución del sonido a aproximadamente 12 bits.

## Notables artistas y canciones que usaron la Oberheim DMX
- New Order - "Blue Monday" (1983)[2]
- Herbie Hancock and Bill Laswell - "Rockit" (1983)

- Run DMC- "Sucker MCs" (1983)[3]